# مدرج ليكسوس
مدرج ليكسوس أو مسرح ليكسوس (بالإنجليزية: Amphitheater of Lixus)‏ هو مدرج روماني يقع بمدينة لكيسوس الأثرية بنواحي مدينة العرائش بالمغرب.
إكتُشف المدرج سنة 1963 شرق جدار البلدة بجوار الحي الٳداري، تراوحت أبعاد المبنى ما بين 32 و 32.50 متر في محور الحلبة و11.5 متر في عرض السلالم. بالنسبة لتأريخها، كانت الفرضية التي اقترحها الباحثون هي ان المدرج تم بنائه خلال القرن الأول الميلادي.